# Margaux Le Mouël
Pour les articles homonymes, voir Le Mouël.
Margaux Le Mouël, née le 8 août 2001 à Pontivy dans le Morbihan, est une footballeuse professionnelle française qui évolue au poste de milieu de terrain à l'Olympique de Marseille.

## Biographie
Margaux Le Mouël débute à l'école de football du Loudéac OSC, à l'âge de 6 ans. En parallèle du Pôle espoirs de Rennes, elle rejoint en 2016 le centre de formation de l'En avant Guingamp,.

### Carrière en club
Margaux Le Mouël fait ses débuts professionnels avec l'équipe première le 4 mai 2019, remplaçant Ekaterina Tyryshkina lors d'un match nul 1-1 contre le Paris Saint-Germain.

### Carrière en sélection
Le Mouël fait partie de l'équipe de France des moins de 19 ans victorieuse de l'Euro 2019.
Elle fait partie de la sélection nationale contre la Jamaïque - match de préparation - le 25 octobre 2024. 

## Statistiques
| Saison                | Club                             | Championnat           | Championnat | Championnat | Coupe(s) nationale(s) | Coupe(s) nationale(s) | Compétition(s) continentale(s) | Compétition(s) continentale(s) | Compétition(s) continentale(s) | Total | Total |
| Saison                | Club                             | Division              | M.          | B.          | M.                    | B.                    | Comp.                          | M.                             | B.                             | M.    | B.    |
| 2018-2019             | En avant de Guingamp (féminines) | Division 1            | 1           | 0           | -                     | -                     | -                              | -                              | -                              | 1     | 0     |
| 2019-2020             | En avant de Guingamp (féminines) | Division 1            | 16          | 0           | 4                     | 0                     | -                              | -                              | -                              | 20    | 0     |
| 2020-2021             | En avant de Guingamp (féminines) | Division 1            | 21          | 1           | 1                     | 0                     | -                              | -                              | -                              | 22    | 1     |
| 2021-2022             | En avant de Guingamp (féminines) | Division 1            | 22          | 2           | 1                     | 0                     | -                              | -                              | -                              | 23    | 2     |
| Sous-total            | Sous-total                       | Sous-total            | 60          | 3           | 6                     | 0                     | -                              | -                              | -                              | 66    | 3     |
| 2022-2023             | Paris Football Club (féminines)  | Division 1            | 15          | 0           | 0                     | 0                     | WCL                            | 2                              | 0                              | 17    | 0     |
| 2023-2024             | Paris Football Club (féminines)  | Division 1            | 19+2        | 2           | 3                     | 0                     | WCL                            | 10                             | 0                              | 34    | 2     |
| 2024-2025             | Paris Football Club (féminines)  | Division 1            | 21+1        | 0           | 3                     | 0                     | WCL                            | 4                              | 0                              | 29    | 0     |
| Sous-total            | Sous-total                       | Sous-total            | 55+3        | 2           | 6                     | 0                     | -                              | 16                             | 0                              | 80    | 2     |
| Total sur la carrière | Total sur la carrière            | Total sur la carrière | 115+3       | 5           | 12                    | 0                     | -                              | 16                             | 0                              | 146   | 5     |

## Palmarès
Paris FC
- Coupe de France (1) :
  - Vainqueur en 2025.